# هتان البراطلی
هتان البراطلی (فرانسوی: Hatten Baratli‎؛ زادهٔ ۹ ژانویهٔ ۱۹۹۱) بازیکن فوتبال اهل تونس است.

## باشگاهی
از باشگاه‌هایی که در آن بازی کرده‌است می‌توان به باشگاه فوتبال آفریقایی و باشگاه فوتبال بنزرتی اشاره کرد.

## تیم ملی
وی همچنین در تیم ملی فوتبال تونس بازی کرده‌است.